# Шкуропат Василь Лук'янович
Василь Лук'янович Шкуропа́т (нар. 4 лютого 1930, Миколаївка) — український скульптор; член Спілки художників України з 1970 року.

## Біографія
Народився 4 лютого 1930 року в селі Миколаївці (тепер Новомосковський район Дніпропетровської області, Україна). 1954 року закінчив Дніпропетровське художнє училище (педагоги Бєляєва Є. В., Ситник А. В.), 1960 року — Київський художній інститут (педагоги М. Г. Лисенко, М. К. Вронський, І. П. Шаповал).
Брав участь у республіканських виставках з 1965 року. Жив в Херсоні в будинку на проспекті Ушакова, 51, квартира 20.

## Творчість
| Погруддя Миколи Субботи                |
| Пам'ятник Першим херсонським корабелам |

Працював в галузі станкової та монументальної скульптури.
- портрети: «Суднобудівник Женя Мальцев» (1968), «Академік Тарле», «Вадик», «Доярочка» (1968), «Портрет художниці Теплової», «Студентка Олена Ботько», «Портрет курда»;
- композиції «Прокляття війнам» (1967), «Мати й син» (1969), «Колискова» (1967), «Юність» (1967), «Весна» (1967), «Переможці» (1968), «Партизанський зв'язківець Лука Шкуропат» (1974);
- пам'ятники-монументи керівникам херсонського партизанського загону О. Ю. Гирському та О. К. Ладичуку у селі Мала Андронівка, монумент Слави у Чорнобаївці (1986, архітектор М. Костюченко), пам'ятник піонерові герою Васі Шишковському в смт Шумську Тернопільської області (1959, бронза, граніт, співавтор Д. Красняк, архітектор М. Кульчинський);
- пам'ятник М. Субботі (1978, Херсон, архітектор Ю. Тарасов), знак-скульптура Крилатий Михайло-Архангел (1992, Херсон, встановлений до 500-річчя козатцтва на пагорбі острова Тягиня, на місці перемоги козаків над турками у 1492 році).
- співавтор пам'ятника-монумента на честь перших корабелів Херсона, який став символом обласного центру.